# Shōno-juku

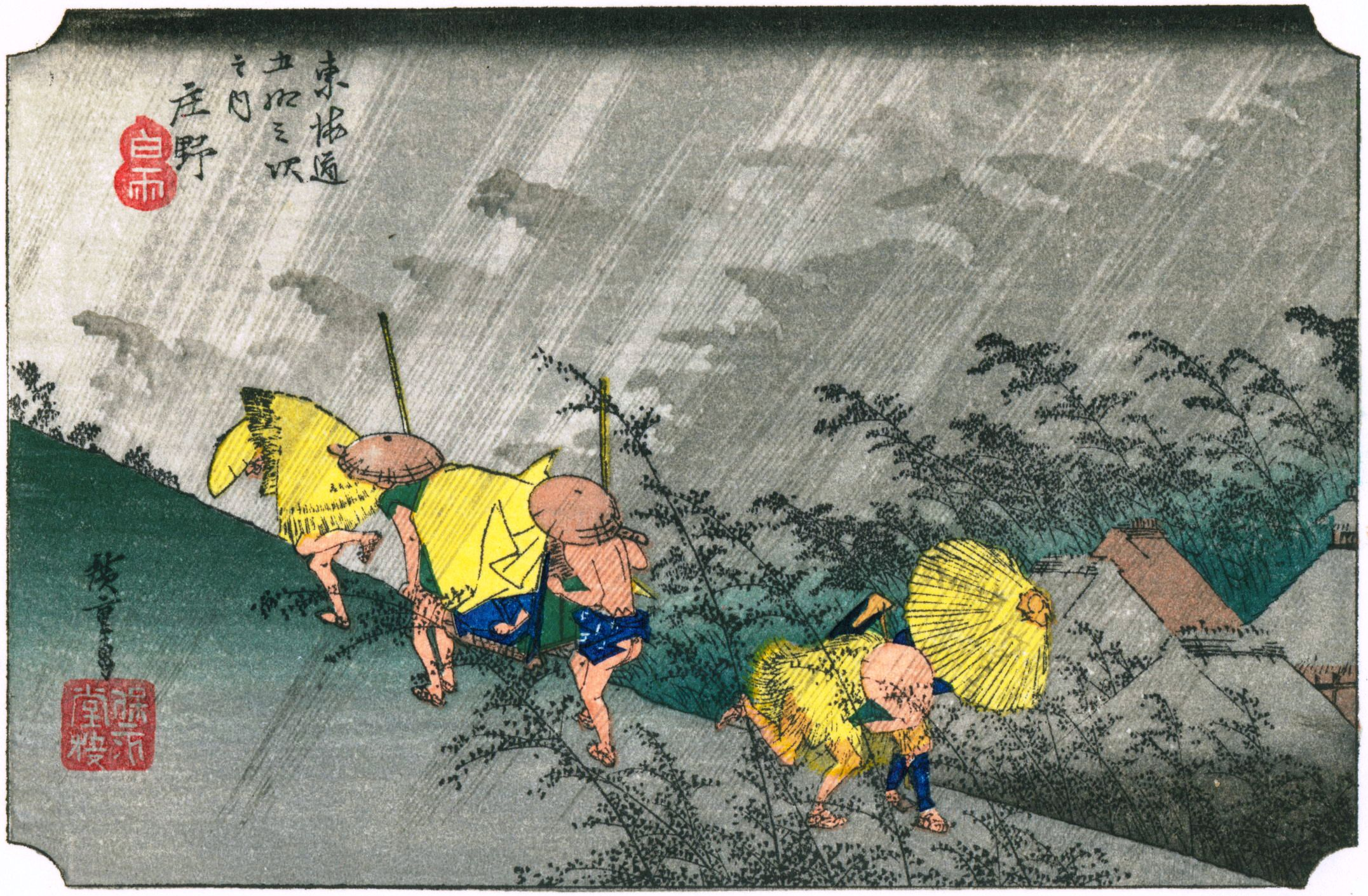
Stacja w latach 30. XIX wieku, Hiroshige Andō, obraz pt. Biały Deszcz Shōno (白雨 Haku'u)

Shōno-juku (jap. 庄野宿 Shōno-juku) – czterdziesta piąta z 53 stacji szlaku Tōkaidō, położona obecnie w mieście Suzuka, w prefekturze Mie w Japonii.